# La Fille publique
Pour plus de détails, voir Fiche technique et Distribution.
La Fille publique est un film autobiographique français écrit et réalisé par Cheyenne Carron et sorti en 2013.

## Synopsis
L'héroïne, Yasmeen (interprétée par Doria Achour), une enfant abandonnée sans procédure d'abandon officielle, devenue enfant de la Direction départementale des Affaires sanitaires et sociales (DASS), est placée dans une famille d'accueil à 3 mois. Cette famille ne peut pas être adoptée dans un premier temps du fait de l'absence d'une procédure d'abandon. Dix-sept années s'écoulent et des liens d'amour indéfectibles se tissent avec ses parents adoptifs (Anne Lambert et Joël Ravon), ainsi qu'avec ses frères et sœurs. La fiction intervient lorsque Yasmeen, devenue pupille de la nation, est enfin sur le point d'être adoptée et d'être reconnue officiellement comme un membre de la famille. Mais une femme apparaît alors qui prétend être sa mère biologique.
Cette histoire est en partie autobiographique, elle est inspirée par le parcours de la réalisatrice.

## Fiche technique
- Titre : La Fille publique
- Réalisation : Cheyenne Carron
- Scénario : Cheyenne Carron
- Photographie : Prune Brenguier
- Son : Samuel Levy-Micolini et Pierre-Emmanuel Martinet
- Montage : Bertrand Puig-Marty
- Pays d'origine :  France
- Production : Cheyenne Carron Productions
- Durée : 132 minutes
- Date de sortie : France - 12 juin 2013

## Distribution
- Doria Achour : Yasmeen
- Camille de Leu : Camille
- Agnès Delachair : Anna
- Pascal Elso  : le directeur Antellon
- Tristan Gendreau : Esteban
- Anne Lambert : la mère
- Camille Lavabre : Lavabre